# Eisenbahnausbesserungswerk Schwerte-Ost
Das Eisenbahnausbesserungswerk Schwerte-Ost (Ausbesserungswerk (AW) Schwerte, AW Schwerte) war eine bedeutende Instandhaltungswerkstatt der Deutschen Reichsbahn bzw. später der Deutschen Bundesbahn. Es existierte von 1922 bis 1987 und spielte insbesondere für die Wartung von Dampflokomotiven eine zentrale Rolle.

## Lage
Das Eisenbahnausbesserungswerk Schwerte-Ost befindet sich im heutigen Ortsteil Schwerte-Ost der Stadt Schwerte.

## Geschichte

### Gründung und Bau
Die Planungen für das Eisenbahnausbesserungswerk Schwerte begannen 1913, als das Königliche Eisenbahnministerium entschied, eine moderne Hauptwerkstatt für den westdeutschen Raum zu errichten. Die Stadt Schwerte stellte das benötigte Gelände kostenlos zur Verfügung. Der Bau wurde 1914 genehmigt, jedoch durch den Ersten Weltkrieg verzögert. Erst 1919 wurden die Arbeiten wieder aufgenommen, und am 1. Oktober 1922 nahm das Werk seinen Betrieb auf.

### Entwicklung in der Dampflokzeit
Das AW Schwerte entwickelte sich rasch zu einer der führenden Instandhaltungsstätten für schwere Güterzuglokomotiven. Bereits 1925 wurde die 1000. Lokomotive instand gesetzt. Während des Zweiten Weltkriegs erreichte das Werk seine höchste Kapazität mit bis zu 2694 ausgebesserten Lokomotiven pro Jahr.
Neben der Hauptwerkstatt wurden zahlreiche spezialisierte Nebenwerkstätten betrieben, darunter eine Gießerei, Schmieden, eine Manometerwerkstatt sowie Lackier- und Sattlereibetriebe. Eine werkseigene Energieversorgung mit eigenem Kraftwerk sorgte für die nötige Infrastruktur.

### Strukturwandel und Schließung
Mit der schrittweisen Ablösung der Dampflokomotiven durch Diesellokomotiven und später elektrische Triebfahrzeuge nahm die Bedeutung des Werkes ab. 1987 wurde das Eisenbahnausbesserungswerk schließlich geschlossen.

## Infrastruktur und Werkstätten
Das Werk umfasste eine Vielzahl von spezialisierten Einrichtungen:
- Lokrichthalle – zentrale Werkhalle für die Hauptuntersuchungen und Reparaturen
- Kesselschmiede – Instandsetzung und Neubearbeitung von Kesseln
- Gießerei – Produktion von Ersatzteilen, insbesondere Bremsklötze
- Instrumentenwerkstatt – Wartung von Manometern und Messgeräten
- Schmiede- und Rohrwerkstätten – Fertigung und Instandhaltung von Metallteilen
- Kraftwerk – Eigenständige Energieversorgung des Werkes und der benachbarten Werksiedlung „Kreinberg“

## Die Kreinberg-Siedlung
Parallel zum Bau des Werkes wurde die Kreinberg-Siedlung errichtet, die preiswerte Wohnmöglichkeiten für Werksangehörige bot. Die Siedlung wurde nach dem Vorbild der Gartenstadtbewegung konzipiert und umfasste über 200 Wohnungen. Sie wird heute als denkmalwürdiges Ensemble betrachtet.

## Das AW Schwerte im Nationalsozialismus
Während des Zweiten Weltkriegs wurden Zwangsarbeiter im AW Schwerte eingesetzt (siehe Konzentrationslager Schwerte). Zeitzeugenberichte und Dokumentationen belegen die schwierigen Bedingungen für diese Menschen. Heute erinnert eine Gedenkstätte an die Opfer des Arbeitslagers auf dem Werksgelände.

## Nachnutzung und Denkmalschutz
Nach der Schließung des Werkes 1987 wurden Teile des Geländes von verschiedenen Unternehmen übernommen. Einige Gebäude, darunter die Lokrichthalle, das Kraftwerk und das Verwaltungsgebäude, stehen unter Denkmalschutz. Das frühere Gelände wird heute teilweise industriell genutzt, während andere Bereiche in öffentliche oder soziale Einrichtungen umgewandelt wurden.